# Nuisement-sur-Coole

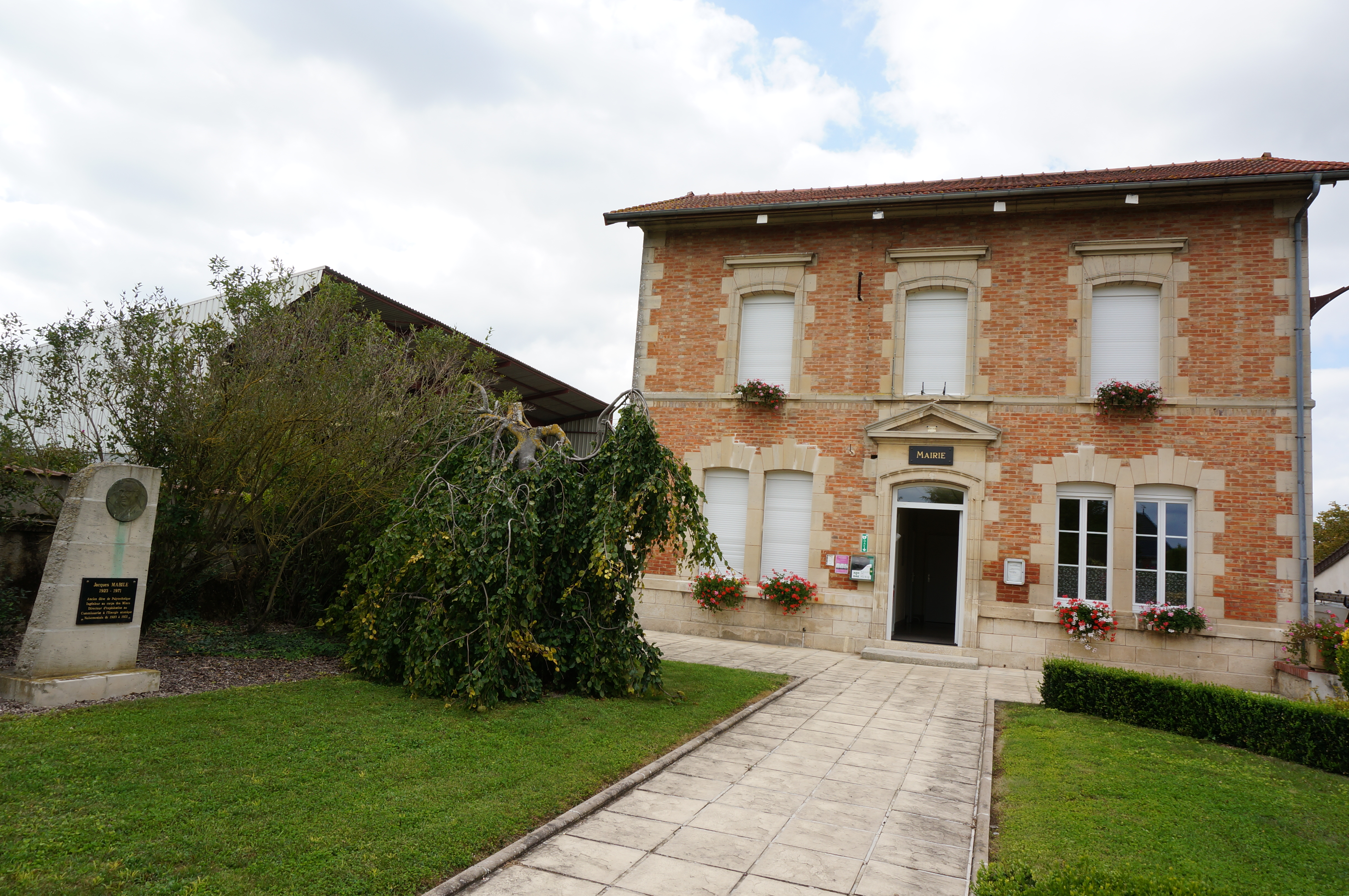
Gemeentehuis

Nuisement-sur-Coole is een gemeente in het Franse departement Marne (regio Grand Est) en telt 270 inwoners (1999). De plaats maakt deel uit van het arrondissement Châlons-en-Champagne.

## Geografie
De oppervlakte van Nuisement-sur-Coole bedraagt 14,8 km², de bevolkingsdichtheid is 18,2 inwoners per km².
De onderstaande kaart toont de ligging van Nuisement-sur-Coole met de belangrijkste infrastructuur en aangrenzende gemeenten.

## Demografie
Onderstaande figuur toont het verloop van het inwonertal (bron: INSEE-tellingen).